# Virginie De Carne
Virginie De Carne (Roeselare, 25 mei 1977) is een Belgisch voormalig volleybalster.

## Levensloop
De Carne begon haar volleybalcarrière bij VT Lendelede en maakte vervolgens de overstap naar VDK Gent en Asterix Kieldrecht. Met deze club werd ze in 1998 landskampioen en bekerwinnaar. Hierop aansluitend begon De Carne aan haar internationale carrière. Ze speelde onder meer in de Italiaanse, Spaanse, Zwitserse, Russische en Finse competitie. Ze werd landskampioen in Spanje, Zwitserland en Finland en bekerwinnaar in Italië, Zwitserland en Spanje. Ook won ze de Italiaanse, Spaanse en Zwitserse Supercup. In 2003 won ze met Asystel Novara de CEV Cup.
Daarnaast maakte ze deel uit van het Belgisch volleybalteam. Met de nationale ploeg nam ze onder meer deel aan het Europees kampioenschap van 2009.